# Marquinhos Gomes
Marcos Luís Ferreira Gomes ou simplesmente Marquinhos Gomes (Rio de Janeiro, 9 de julho de 1971) é um cantor brasileiro de música gospel, ex-integrante do grupo Altos Louvores, compositor, multi-instrumentista e arranjador.[carece de fontes?] Já passou por várias gravadoras, sendo que hoje é um artista independente.
Seu disco gravado em 2010, Ele não Desiste de Você trouxe ao cantor indicações ao Troféu Promessas, dentre elas de música do ano, com a faixa "Não Morrerei".
Em 2012 lançou o DVD Ele não Desiste de Você ao vivo, e durante o show o cantor recebeu o disco de ouro e platina do álbum. Em uma entrevista disse que para quem ficou esquecido durante cinco anos no mercado cristão, que ele viu que Deus não havia se esquecido dele.

## Discografia com o Altos Louvores
- 1989 - Vol. 4 - Brilhante
- 1990 - Poucas Palavras
- 1991 - Meu Querer
- 1992 - A Força do Amor
- 1993 - Lágrimas no Olhar
- 1993 - Melhores Momentos
- 1994 - Confiança
- 1995 - Santo dos Santos
- 1996 - Vencedor

## Discografia solo
- 1995 - General de Guerra
- 1997 - Tudo Posso
- 2000 - 5 Anos - Ao Vivo
- 2001 - Deus Faz
- 2001 - Deus Faz - Ao Vivo no Olimpo (VHS/DVD)
- 2003 - Um Escolhido
- 2005 - Presença de Deus
- 2007 - Revela Tua Face
- 2010 - Ele Não Desiste de Você
- 2012 - Ele Não Desiste de Você - Ao Vivo (CD/DVD)
- 2018 - Quarto Secreto
- 2020 - Senhor da Terra

## Participações em outros projetos
- CD "O Segredo" da banda Fruto Sagrado (Música "'A Resposta")
- CD "Coletânea Natal de um Novo Tempo " (Música "Meu Natal")
- CD "Comunhão & Adoração 3" (Música "Te Amo")
- CD Para Sempre: Lenilton & Amigos (música "Para Sempre")[5]
- CD "Voz da Verdade - 30 Anos" (Música"Debaixo das Asas")
- CD "Paixão de Cristo" (Música "Os Açoites")
- CD "Tudo Novo" do Grupo Perseverança (Música "A Prova Vai Passar")
- CD "É de Deus" de Valdeci Aguiar (Música "Amigos Para Sempre")
- CD e DVD "Jesus é Nota Mil" da Mylla Carvalho (Música "Tua Graça")